# Divina Galica
Divina Mary Galica MBE, född 13 augusti 1944 i Bushey Heath nära Watford, är en brittisk alpin skidåkare och racerförare.
Galica deltog i Storbritanniens lag i alpin skidsport vid fyra olympiska vinterspel mellan 1964 och 1992.

## F1-karriär
| Säsong | Stall/Tillverkare                 | Poäng | Placering |
| ------ | --------------------------------- | ----- | --------- |
| 1976   | Shellsport/Whiting (Surtees-Ford) | 0     | –         |
| 1978   | Hesketh-Ford                      | 0     | –         |